# Józef Brodowski (młodszy)

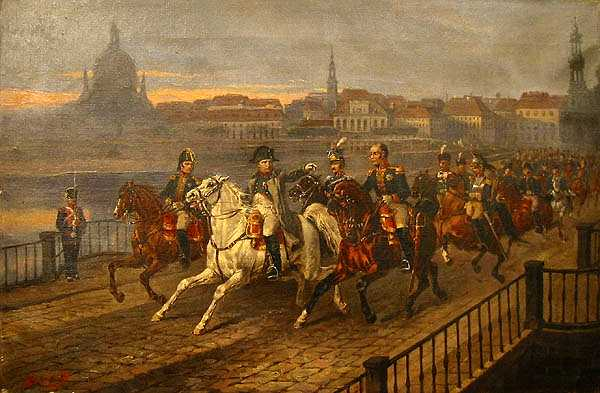
Napoleon przekraczający Łabę (1895)

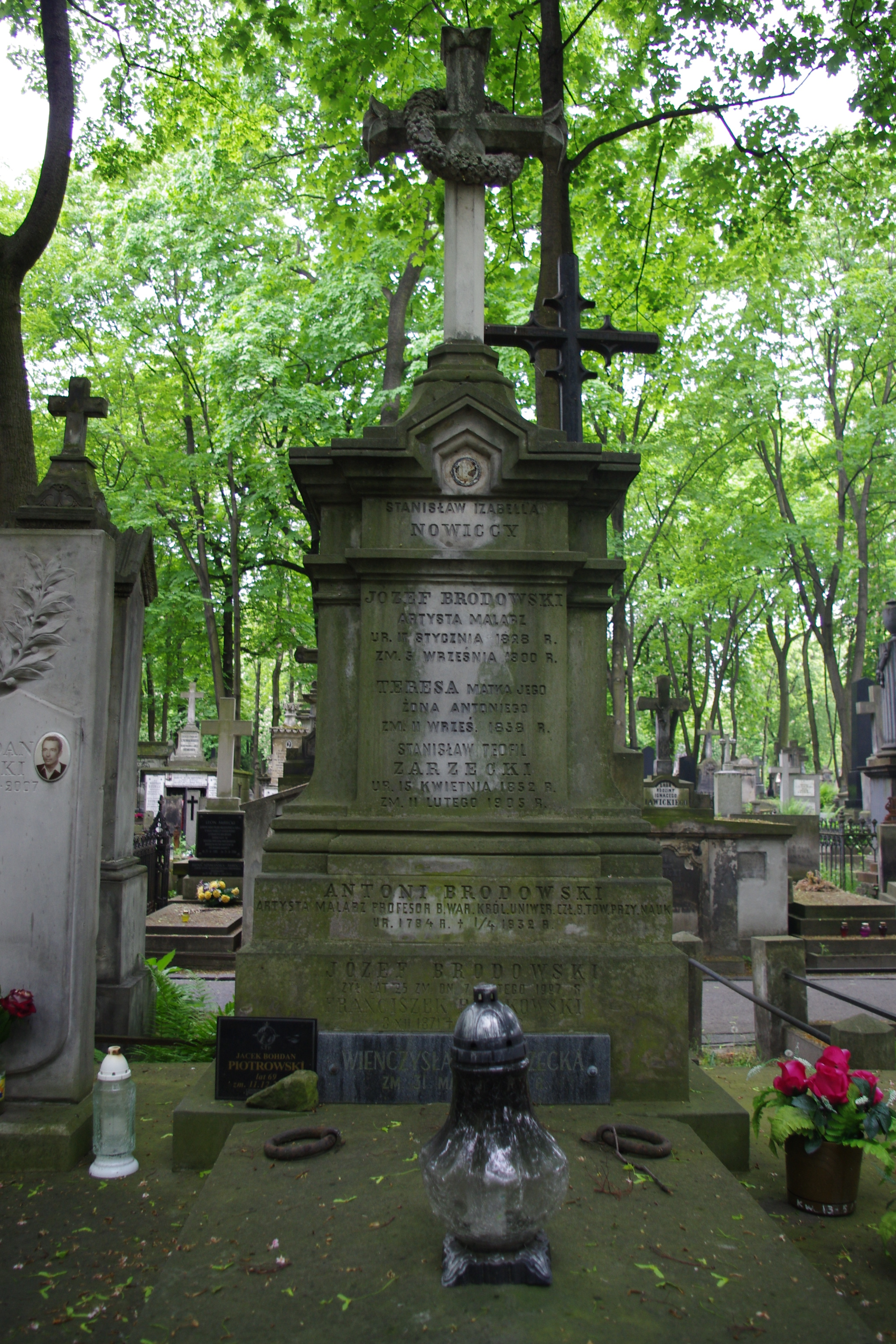
Grób malarzy Antoniego i Józefa Brodowskich na cmentarzu Powązkowskim w Warszawie

Józef Brodowski herbu Łada (ur. 17 stycznia 1828 w Warszawie, zm. 4 września 1900 tamże) – polski malarz.

## Życiorys
Był synem malarza Antoniego Brodowskiego.
W latach 1844–1851 uczył się pod kierunkiem Rafała Hadziewicza w Szkole Sztuk Pięknych w Warszawie. Duży wpływ na niego miał Jan Feliks Piwarski, profesor rysunku i malarstwa pejzażowego, propagujący malarskie studia w plenerze. Brodowski wraz z grupą przyjaciół odbył podróże po kraju, gdzie malował i rysował naturę. Pracował z Januarym Suchodolskim.
W 1853 otrzymał stypendium i wraz z Wojciechem Gersonem wyjechał do Sankt Petersburga na dalsze studia w Akademii Sztuk Pięknych. Jego nauczycielem był tam batalista Bogdan Willewalde. Studia na petersburskiej uczelni ukończył w 1856. W 1857 wyjechał do Francji, gdzie uczęszczał do pracowni Horacego Verneta. Następnie wyjechał na studia do Włoch. W 1859 powrócił na stałe do Warszawy. 
Był współpracownikiem „Tygodnika Ilustrowanego”, w którym w latach 1860–1898 ukazało się wiele reprodukcji jego dzieł.
Został pochowany na cmentarzu Powązkowskim w Warszawie (kwatera 13-5-23).

## Prace
Malował sceny: batalistyczne, rodzajowe, krajobrazy, a także konie.
- Jan Kazimierz w bitwie pod Beresteczkiem (1854) – obraz namalowany wraz z Juliuszem Kossakiem[2]
- Przeprawa przez grzęzawisko (1874) – obraz z cyklu Dawne drogi
- Z wiatykiem (1882)
- Na polu bitwy
- Stado (1885)
- Bitwa z Krzyżakami (1887)
- Napoleon przekraczający Łabę (1895)
- Konie szlacheckie przed dworkiem
- Odpoczynek huzarów